# Хмелька (приток Судомы)
Хмелька — река в России, протекает по Дедовичскому району Псковской области. Устье реки находится в 14 км по левому берегу реки Судома у деревни Хмелевицы.
По данным государственного водного реестра России длина реки составляет 14 км. При этом на топографических картах Хмелькой называются только последние 4 километра этого водотока. Примерно в 4 км от устья сливаются водотоки Чёрный, Захонье и Кривецкий, образуя Хмельку

## Данные водного реестра
По данным государственного водного реестра России относится к Балтийскому бассейновому округу, водохозяйственный участок реки — Шелонь, речной подбассейн реки — Волхов. Относится к речному бассейну реки Нева (включая бассейны рек Онежского и Ладожского озера).
Код объекта в государственном водном реестре — 01040200412102000024434.